# Vremšak (priimek)
Vremšak je priimek v Sloveniji:

##### Znani nosilci:
- Alojzij Vremšak (1852–1904), zborist, soustanovitelj in prvi predsednik Lire
- Boris Vremšak  (*1964), skladatelj, zborovski pevec
- Ciril Vremšak (1900–1968), skladatelj in zborovodja
- Irena Baar (r. Vremšak) (1958–2006), pevka sopranistka, profesorica na AG
- Samo Vremšak (1930–2004), zborovodja, pevec, skladatelj, glasbeni pedagog, profesor na AG
- Vanda Vremšak Richter , univ. lektorica-germanistka, slikarka, prevajalka
- Vladimira Vremšak, zborovska pevka